# Henri de Rochemore
Henri de Rochemore, IIe du nom, vicomte de Rochemore, né à Lunel, le 20 août 1702, baptisé le 23 août, et mort le 22 août 1777 à Toulon,, est un officier de marine français du XVIIIe siècle. Il sert dans la Marine royale et termine sa carrière avec des provisions de lieutenant général des armées navales ad honores.

## Biographie

### Origines et famille
Henri de Rochemore descend d'une ancienne famille de la noblesse languedocienne, dont l'origine remonte au XIe siècle. Il est le deuxième fils d'Henri de Rochemore, seigneur de la Devèze et Montredon (mort en 1722), lieutenant des vaisseaux du roi, et de Marie-Blanche de Ricard, fille de Vincent et de Margueritte de Cordeil de Frans. Ses parents se marient le 26 février 1698. De cette union naissent :
1. Paul Ange, seigneur de la Devèze, baron de Saint-Cosme, marquis de Rochemore par lettres patentes de février 1751, officier des vaisseaux du Roi ;
2. Henri ;
3. Alexandre, lieutenant au régiment de Perche, mort en service ;
4. François, lieutenant au régiment de Foix ;
5. Vincent-Gaspard, commissaire général de la Marine à Rochefort et ordonnateur de la Louisiane française ;
6. et 6. deux filles, religieuses.

### Carrière dans la marine du Roi
En 1756, à la bataille de Port-Mahon, il commande le vaisseau l'Hippopotame, de 50 canons. En décembre 1757, il quitte Toulon avec l'escadre placée sous les ordres de La Clue-Sabran. Il commande à cette occasion le Guerrier, de 74 canons. C'est à bord de ce vaisseau qu'il est les 18 et 19 août 1759, à la bataille de Lagos. À l'issue de cette défaite de la marine française, une polémique éclate parmi les officiers supérieurs pour déterminer les responsabilités de chacun. La Clue-Sabran est vivement critiqué par les capitaines des cinq vaisseaux et des trois frégates qui l'ont attendu, en vain, à Cadix. Il est également critiqué par le capitaine du vaisseau le Guerrier, M. de Rochemore-La-Devèze qui pourtant l'a suivi, dans la nuit du 17 au 18 août, qui était là au combat du 18 août, et qui l'a abandonné après celui-ci.
La Clue-Sabran apprend que Rochemore a envoyé un mémoire à Berryer, Secrétaire d’État à la Marine, portant des accusations terribles contre lui. La Clue-Sabran lui écrit et demande des explications. Rochemore met beaucoup de temps pour répondre à son chef d'escadre, prétextant « un rhume affreux ». II répond toutefois : « Je fus surpris, dit-il, d'apprendre que l'on vous avait dit que je m'étais plaint de vous. Je n'ai porté aucune plainte contre vous, au contraire »… D'après lui, le mémoire litigieux a été rédigé par quelqu’autre officier et signé de son nom. Cela ne l'étonnerait pas : « Je connais le Corps et je sais de quoi il est capable… Je sais qu'il a été écrit de Cadix des choses affreuses. On n'y a épargné personne ». Fort aimablement, il demande à La Clue-Sabran des nouvelles de sa santé, de ses blessures, et dit attendre avec impatience son retour à Toulon, ainsi que Mme de Rochemore !
Rochemore est fait chef d'escadre lors de la promotion du 1er octobre 1764, puis commandeur de l'Ordre royal et militaire de Saint-Louis le 20 mars 1773 en remplacement du comte d'Aubigny qui est fait Grand'croix. La même année, il commande le Tonnant, de 74 canons, dans l'escadre du comte d'Estaing.
Il se retire en 1776 avec des provisions de lieutenant général des armées navales ad honores. En 1777, il reçoit une pension de 6 000 livres sur le Trésor royal en considération des services qu'il avait rendu
Il meurt à Toulon en 1777 ou 1778. À sa mort, sa femme se voit reverser la moitié de sa pension, soit 3 000 livres. Sa charge de lieutenant général des armées navales et sa croix de commandeur de Saint-Louis vont à M. d'Abon, alors chef d'escadre.

## Mariage et descendance
Il épouse le 8 juillet 1749 à Nîmes, Marie de Chazelles, sœur de Jacques de Chazelles, comte de Chazelles, maréchal des camps et armées du Roi, et d'Augustin de Chazelles, comte de Chazelles, président du conseil supérieur à Nîmes, Préfet, conseiller d’État. De cette union naissent :
- Jacques, né en 1752
- Louise, mariée en 1770 à Louis-Toussaint de Geoffroy d'Antrechaux, enseigne de vaisseau, premier consul de Toulon[6].
- Marie et Anne.

### Sources et bibliographie
- Nicolas Viton de Saint-Allais, Nobiliaire universel de France, vol. 14, Paris, au bureau du Nobiliaire universel de France, 1818 (lire en ligne), p. 117 ;
- Louis de La Roque, Armorial de la noblesse de Languedoc généralité de Montpellier, Montpellier, Seguin, 1860 (lire en ligne), p. 433 et suiv. ;
- Rémi Monaque, Une histoire de la marine de guerre française, Paris, éditions Perrin, 2016, 526 p. (ISBN 978-2-262-03715-4) ;
- Étienne Taillemite, Dictionnaire des marins français, Paris, éditions Tallandier, 2002, 573 p. (ISBN 2-84734-008-4) ;
- Michel Vergé-Franceschi, Les officiers généraux de la Marine Royale : (1715-1774) : origines, conditions, services, Librairie de l'Inde, 1990, 383 p., p. 96 ;
- Michel Vergé-Franceschi (dir.), Dictionnaire d'histoire maritime, Paris, éditions Robert Laffont, coll. « Bouquins », 2002, 1508 p. (ISBN 2-221-08751-8 et 2-221-09744-0, BNF 38825325)